# Oblast Oost-Kazachstan
Oost-Kazachstan (Kazachs: Шығыс Қазақстан облысы, Şığıs Qazaqstan oblısı; Russisch: Восточно-Казахстанская область) is een oblast in het oosten van Kazachstan. De hoofdstad van de oblast is Öskemen (ook bekend onder de vroegere, Russische, naam Ust-Kamenogorsk).
De Kazachse provincie is ontstaan uit het samenvoegen van twee vroegere oblasten uit de Sovjettijd, namelijk Vostotsjno-Kazachstan (Oost-Kazachstan) en Semipalatinsk.
In de gehele oblast wonen in totaal 1,4 inwoners, waarvan 283.000 in de hoofdstad.
De oblast is administratief-territoriaal ingedeeld in 19 eenheden: 15 districten (ауданы) en 4 - met district gelijkgestelde - steden (Қ.Ә.).